# 테일러 워스
테일러 워스(영어: Taylor Worth, 1991년 1월 8일~)는 오스트레일리아의 양궁 선수이다. 2016년 하계 올림픽에서 남자 단체전 동메달을 획득했다.